# الحب الكبير (فلم)
الحب الكبير فيلم موسيقي رومانسي مصري تم إنتاجه عام 1968، من إخراج هنري بركات وبطولة فريد الأطرش وفاتن حمامة.

## تمثيل
- فريد الأطرش
- فاتن حمامة
- يوسف وهبي
- عبد السلام النابلسي
- إيمان

## أغاني الفيلم
من تلحين وغناء فريد الأطرش
- بتؤمر عالراس وعالعين

كلمات: ميشال طعمة
- على بالي

كلمات: ميشال طعمة
- يا ويلي من حبه

كلمات: حسين السيد

## روابط خارجية
- مقالات تستعمل روابط فنية بلا صلة مع ويكي بيانات